# Archignac

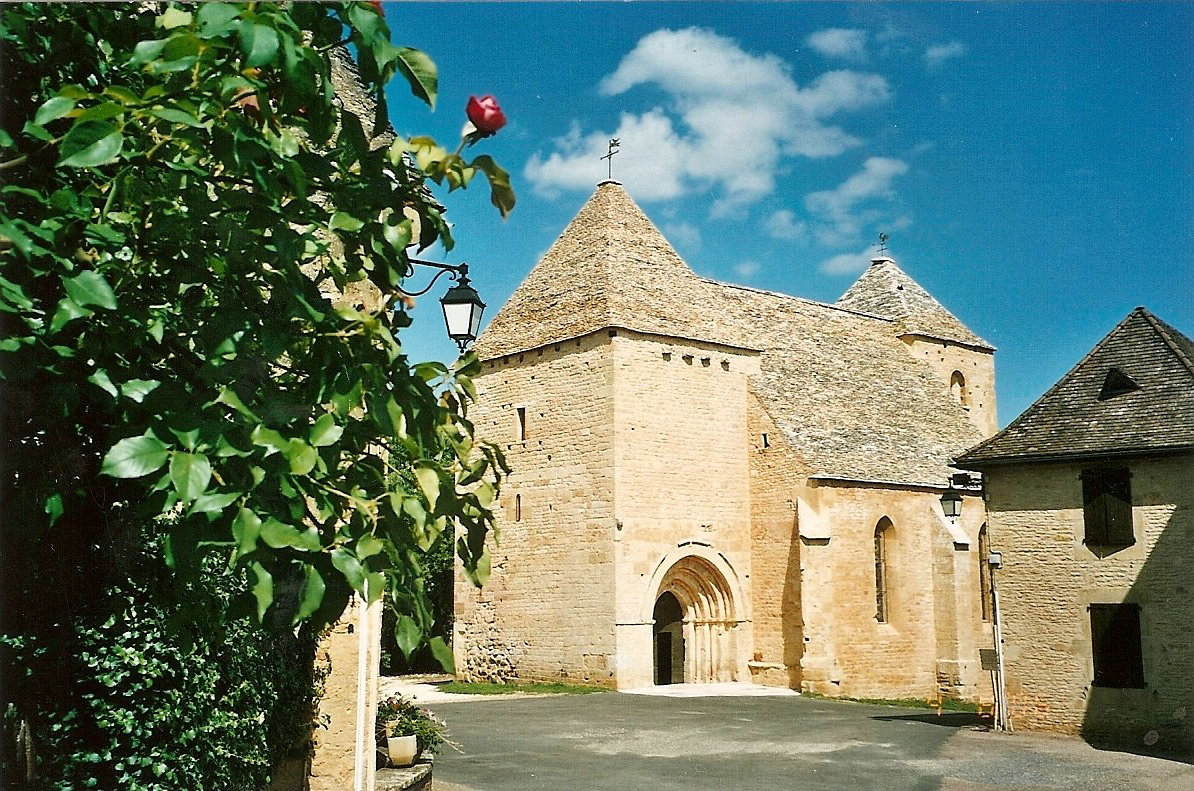

Archignac (trong tiếng Occitan Archinhac) là một xã của Pháp, nằm ở tỉnh Dordogne trong vùng Aquitaine của Pháp. Xã này có diện tích 22,9 km2, dân số năm 2007 là 328 người. Xã nằm ở khu vực có độ cao trung bình 300 m trên mực nước biển.

## Thông tin nhân khẩu
1864: 959 
| Năm    | 1962 | 1968 | 1975 | 1982 | 1990 | 1999 | 2007 |
| ------ | ---- | ---- | ---- | ---- | ---- | ---- | ---- |
| Dân số | 355  | 352  | 318  | 309  | 302  | 297  | 328  |